# غدة سنخية
في حالة تصنيف الغدد وفقًا للشكل، فسوف تتناقض الغدد السنخية مع الغدد الأنبوبية. وتحتوي الغدد السنخية على جزء إفرازي كيسي، ولذلك يُطلق عليها أيضًا مصطلح الغدد الكيسية. وعادةً ما يوجد بها لمعة مطولة (تجويف)، ولذلك يتشابه اسمها مع الأسناخ الرئوية؛ وهي أصغر أكياس هوائية في الرئتين.
يُستخدم مصطلح «الأنبوبية-السنخية» (أو «الأنبوبية-العنيبية» أو «الأنبوبية-العنيبية المركبة»، أو «الأنبوبية-السنخية المركبة») لوصف الغدد التي تبدأ كأنبوبية متفرعة، ثم تتفرع بعد ذلك لتنتهي في صورة أسناخ. ويوجد هذا النوع من الغدد في الغدد اللعابية والمريء والغدد الثديية.
تميز بعض المصادر تميزًا واضحًا بين الغدد العنيبية والغدد السنخية، اعتمادًا على حجم اللمعة. وهناك مضاعفة أخرى قد تحدث في حالة الغدد السنخية في شكل رتج كيسي أصغر ساكن ينمو من الكييسيات الرئيسية.
يُستخدم مصطلح «الغدة العنقودية» لوصف «الغدة السنخية المركبة» أو «الغدة العنيبية المركبة».

## صور إضافية

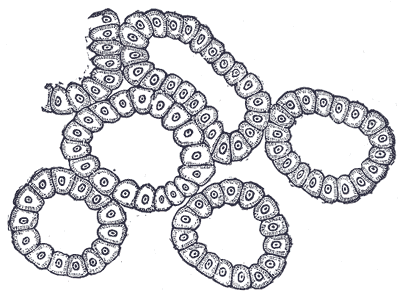
أسناخ من الغدة الدمعية.
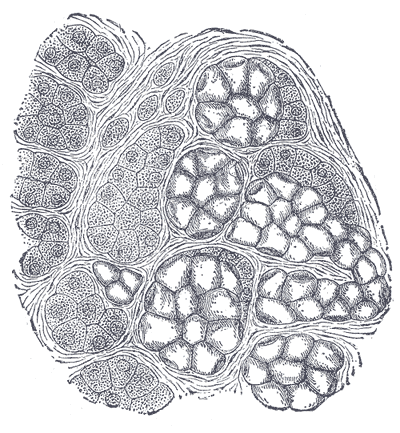
غدة تحت الفك السفلي لدى البشر. مجموعة من الأسناخ المخاطية على اليمين، ومجموعة من الأسناخ المصلية على اليسار.
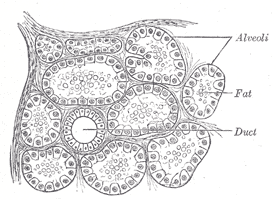
مقطع من جزء من ثدي.